# Cylindrepomus
Cylindrepomus is een kevergeslacht uit de familie van de boktorren (Cerambycidae). De wetenschappelijke naam van het geslacht werd voor het eerst geldig gepubliceerd in 1853 door Blanchard.

## Soorten
Cylindrepomus omvat de volgende soorten:
- Cylindrepomus albicornis Nonfried, 1894
- Cylindrepomus albomaculatus Breuning, 1947
- Cylindrepomus albopictus Breuning, 1938
- Cylindrepomus albosignatus Breuning, 1974
- Cylindrepomus albovittatus Breuning, 1960
- Cylindrepomus astyochus Dillon & Dillon, 1948
- Cylindrepomus atropos Dillon & Dillon, 1948
- Cylindrepomus aureolineatus Dillon & Dillon, 1948
- Cylindrepomus ballerioi Vitali, 2000
- Cylindrepomus bayanii Hüdepohl, 1987
- Cylindrepomus biconjunctus Breuning, 1940
- Cylindrepomus bilineatus Schwarzer, 1926
- Cylindrepomus bivitticollis Breuning, 1947
- Cylindrepomus bivittipennis Breuning, 1955
- Cylindrepomus cicindeloides Schwarzer, 1926
- Cylindrepomus comis Pascoe, 1858
- Cylindrepomus cyaneus Pic, 1924
- Cylindrepomus elisabethae Hüdepohl, 1987
- Cylindrepomus enganensis Breuning, 1942
- Cylindrepomus filiformis Breuning, 1938
- Cylindrepomus flavicollis Breuning, 1947
- Cylindrepomus flavipennis Breuning, 1947
- Cylindrepomus flavosignatus Breuning, 1947
- Cylindrepomus flavus Breuning, 1947
- Cylindrepomus fouqueti (Pic, 1932)
- Cylindrepomus grammicus Pascoe, 1860
- Cylindrepomus javanicus Breuning, 1936
- Cylindrepomus laetus Pascoe, 1858
- Cylindrepomus ledus Dillon & Dillon, 1948
- Cylindrepomus malaccensis Breuning, 1936
- Cylindrepomus mantiformis Hüdepohl, 1989
- Cylindrepomus mucronatus Schwarzer, 1926
- Cylindrepomus nigrofasciatus Blanchard, 1853
- Cylindrepomus peregrinus Pascoe, 1858
- Cylindrepomus rubriceps (Aurivillius, 1907)
- Cylindrepomus rufofemoratus Breuning, 1947
- Cylindrepomus sexlineatus Schultze, 1934
- Cylindrepomus spinosus Hüdepohl, 1990
- Cylindrepomus tricoloripennis Breuning, 1947
- Cylindrepomus unguiculata Nonfried, 1894
- Cylindrepomus uniformis Breuning, 1938
- Cylindrepomus viridipennis (Pic, 1937)
- Cylindrepomus ysmaeli Hüdepohl, 1987